# Jurgen Van De Walle
Jurgen Van De Walle (født 9. februar 1977) er en belgisk tidligere professionel landevejsrytter.